# نيل هاربيسون
نيل هاربيسون هو فنان من أصل أسباني و هو أول سايبورغ حقيقي زرع له هوائي في الجمجمة.

## الهوائي سايبورغ
ما هو الهوائي سايبورغ ؟
جهاز يلتحم بالجمجمة يمكن التعرف على الأهتزازات في الجمجمة و يسمح بالأتصال اللاسلكي و يسمح بتقنية الواي فايو غيرها.